# 戚先初
戚先初（1913年7月—1991年3月9日），原名漆先初，男，安徽金寨人，中华人民共和国军事人物，中国人民解放军少将，曾任中国人民解放军空军后勤部副政治委员。